# Écossaise (danse)
Pour les articles homonymes, voir Écossais.
L'écossaise est un terme qui désigne plusieurs formes de danse au cours des siècles.
Au départ, le terme désigne la contredanse anglaise en deux colonnes. Au XIXe siècle apparaît une nouvelle danse « écossaise » de bal, la scottish.
Beethoven, Schubert, Chopin et Kling ont composé des écossaises.